# Байкина, Светлана Сергеевна
Светлана Сергеевна Байкина (родилась 25 января 1985) — российская футболистка, вратарь.

## Карьера игрока
Воспитанница школы клуба «Надежда» в Ногинске, начала свою карьеру в футболе в 2002 году и играла за клуб с перерывами до 2008 года. В 2005 году она выступала за «Приалит», а в 2007 году за «ШВСМ Измайлово». С 2009 по 2011 годы она была основным вратарём команды «Рязань-ВДВ», а в 2012 году перешла в ряды новичка чемпионата России — «Дончанку». В конце своей карьеры она снова выступала за «Измайлово».
В молодёжной сборной России она принимала участие в чемпионате Европы 2004 года в Финляндии, где её команда завоевала бронзовые медали.

## Достижения
- Чемпион России: 2004
- Бронзовый призёр чемпионата России: 2006.